# Sent Lari e Bojan
Sent Lari e Bojan (occità) o Saint-Lary-Boujean és un municipi del departament francès de l'Alta Garona (regió d'Occitània).

## Toponímia
Durant la [Revolució|Revolució Francesa], la comuna, llavors anomenada Saint-Lary, porta el nom de Mont-Ilaire
El 1921, el nom de la ciutat es va canviar per  Saint-Lary-Bonjean  després, el 1955, a  Saint-Lary-Boujean .
Els seus habitants s'anomenen "Saint-Laryens".